# دوغ إي دوغ
دوغ إي دوغ (بالإنجليزية: Doug E. Doug)‏ مواليد 7 يناير 1970 في بروكلين، نيويورك، هو ممثل ومخرج ومنتج وكوميدي وكاتب سيناريو أمريكي بدأ مسيرته الفنية سنة 1990.

## الأعمال
- إشاعة القرش
- كوسبي
- ممسوس بملاك
- القانون والنظام: الوحدة الخاصة للضحايا
- صديقي المفضل هو قرد

## روابط خارجية
- دوغ إي دوغ على موقع IMDb (الإنجليزية)
- دوغ إي دوغ على موقع ألو سيني (الفرنسية)
- دوغ إي دوغ على موقع أول موفي (الإنجليزية)
- دوغ إي دوغ على موقع قاعدة بيانات الأفلام السويدية (السويدية)
- دوغ إي دوغ على موقع إن إن دي بي (الإنجليزية)
- دوغ إي دوغ على موقع قاعدة بيانات الفيلم (الإنجليزية)
- دوغ إي دوغ على موقع كينوبويسك (الروسية)